# 유림 (왕랑)
유림(劉林, ? ~ ?)은 중국 전한과 양한교체기의 인물로, 평간유왕의 아들이며 왕랑 정권의 승상이다.

## 행적
아버지의 살인죄로 인해, 후사가 세워지지 않고 평간나라는 폐지되었다. 한편 아버지의 아들 중 알자를 죽인 사람이 있으나, 이름이 언급되지 않아 본인인지는 알 수 없다. 그러나 본인은 조나라와 위나라 사이에서 임협으로 명성이 있었으며, 점술가 왕랑와 친했다.
경시 원년(23년), 신나라를 멸한 현한의 경시제가 하북을 진무하러 음력 10월에 보낸 유수와 한단에서 만나, 당시 하동에 있는 적미를 수공으로 쓸어버리자고 했으나 유수는 답하지 않고 진정으로 떠났다. 왕랑이 스스로 성제의 아들 유자여를 사칭하자, 이에 동조하고 그를 황제로 세우기로 해 대중들을 선동해 왕랑이 유자여가 아닌가 의심하도록 하고, 조국의 호족 이육과 장참을 포섭했다. 또 적미가 황하를 건널 것이니 이에 대비해 유자여를 황제로 세워야 한다고 주장했다.
12월, 유림 등은 전차와 기병 수백을 거느리고 한단성에 새벽에 들어와, 옛 조나라 궁궐에 이르러 왕랑을 황제로 추대하고, 유림 자신은 승상이 되었다. 그러나 이후 유림의 행적은 알 수가 없다.